# 252 Clementina
Clementina (định danh hành tinh vi hình: 252 Clementina) là một tiểu hành tinh ở Vành đai chính. Ngày 11 tháng 10 năm 1885, nhà thiên văn học người Pháp Henri J. A. Perrotin phát hiện tiểu hành tinh Clementina khi ông thực hiện quan sát ở Nice, Pháp. Không biết rõ nguồn gốc tên của nó, nhưng người ta tin rằng đó là tên con mèo đầu tiên của ông.